# 6232 Zubitskia
6232 Zubitskia este un asteroid din centura principală de asteroizi.

## Descriere
6232 Zubitskia este un asteroid din centura principală de asteroizi. A fost descoperit pe 19 septembrie 1985 la Observatorul astrofizic din Crimeea de Nikolai Cernîh și Liudmila Cernîh. Asteroidul prezintă o orbită caracterizată de o semiaxă mare de 2,24 ua, o excentricitate de 0,15 și o înclinație de 6,0° în raport cu ecliptica.